# Kodeks 093
Kodeks 093 (Gregory-Aland no. 093), oznaczany dawnie przez siglum ל – grecki kodeks uncjalny Nowego Testamentu na pergaminie, paleograficznie datowany na VI wiek. Rękopis przechowywany jest w bibliotece University of Cambridge (Taylor-Schechter Collection, 12,189; 12,208) w Cambridge.

## Opis
Do dziś zachowały się 2 karty kodeksu (25 na 18 cm) z tekstem Dziejów Apostolskich (24:22-25:5) oraz 1. Listu Piotra (2,22-24; 3,1.3-7). Tekst pisany jest dwoma kolumnami na stronę, 24 linijek w kolumnie. Jest palimpsestem, tekst górny pisany jest w języku hebrajskim.
Tekst kodeksu reprezentuje bizantyjską tradycję tekstualną w Dziejach Apostolskicjh oraz aleksandryjską tradycją tekstualną w 1. Liście Piotra. Kurt Aland zaklasyfikował go do kategorii V w Dziejach oraz do kategorii II w 1. Piotra.
Rękopis znaleziony został w genizie w Kairze, przez C. Taylor, który sporządził pierwszy jego opis. Gregory w 1908 roku dał mu siglum 093. INTF datuje go na VI wiek.